# Ліжер-Лейк (Міссурі)
Ліжер-Лейк (англ. Leisure Lake) — переписна місцевість (CDP) в США, в окрузі Ґранді штату Міссурі. Населення — 166 осіб (2020).

## Географія
Ліжер-Лейк розташований за координатами 40°6′35″ пн. ш. 93°43′25″ зх. д. / 40.10972° пн. ш. 93.72361° зх. д. (40.109834, -93.723479).  За даними Бюро перепису населення США в 2010 році переписна місцевість мала площу 3,79 км², з яких 3,60 км² — суходіл та 0,19 км² — водойми.

## Демографія
Згідно з переписом 2010 року, у переписній місцевості мешкало 160 осіб у 78 домогосподарствах у складі 47 родин. Густота населення становила 42 особи/км².  Було 200 помешкань (53/км²).
Расовий склад населення:
| - 100,0 % — білих |

До двох чи більше рас належало 0,0 %. Частка іспаномовних становила 0,6 % від усіх жителів.
За віковим діапазоном населення розподілялося таким чином: 18,1 % — особи молодші 18 років, 57,5 % — особи у віці 18—64 років, 24,4 % — особи у віці 65 років та старші. Медіана віку мешканця становила 47,5 року. На 100 осіб жіночої статі у переписній місцевості припадало 83,9 чоловіків;  на 100 жінок у віці від 18 років та старших — 81,9 чоловіків також старших 18 років.
Середній дохід на одне домашнє господарство  становив 39 657 доларів США (медіана — 30 500), а середній дохід на одну сім'ю — 48 038 доларів (медіана — 41 500). За межею бідності перебувало 34,1 % осіб, у тому числі 73,9 % дітей у віці до 18 років та 0,0 % осіб у віці 65 років та старших.
Цивільне працевлаштоване населення становило 44 особи. Основні галузі зайнятості: роздрібна торгівля — 36,4 %, виробництво — 25,0 %, мистецтво, розваги та відпочинок — 11,4 %, публічна адміністрація — 9,1 %.